# Grymeus
Grymeus is een geslacht van spinnen uit de  familie van de Oonopidae (dwergcelspinnen).

## Soorten
- Grymeus barbatus Harvey, 1987
- Grymeus robertsi Harvey, 1987
- Grymeus yanga Harvey, 1987